# Связь (философия)
Связь — философская категория, «выражающая взаимообусловленность существования явлений, разделённых в пространстве и (или) во времени», а также сами «отношения между объектами, проявляющиеся в том, что состояния или свойства любого из них меняются при изменении состояния и свойств других».

## Историчность понятия
XVII — вторая половина XIX вв
Наука Нового времени для детерминистского определения связей и их описания между объектами и явлениями окружающего мира с 17 века использовала дифференциальные уравнения, что придавало детерминизму в науке того времени жёсткую ориентацию и математический характер зависимости. В свою очередь, во второй половине 19 века, детерминизм пополнился вероятностными распределениями при статистических зависимостях систем из многих частиц.
XX век
Перманентное раскрытие и дальнейшая классификация видов связи стало предметом изучения для науки и её развития в 20 веке.
XXI век
Холистическая трактовка, фигурирующая в нынешней научной картине мира, констатирует наличие общих неразделимых связей между объектами природы, что вносит другие условия для формализации задачи, понятийного аппарата математики и научного дискурса.
Специальное место уделяется динамическим и реляционным связям в природе.

## Учение о связи
Исследование многих форм связи начинается с теоретического исследования их общих характеристик сначала на уровне содержания, затем на уровне формы.

## Наличие и отсутствие связи
Понятие связи предполагает, что факт наличия (отсутствия) одних объектов есть условие наличия (отсутствия) других. Наличие любой связи ограничивает возможные изменения объекта, в то же время отсутствие связи как таковой между объектами выражает их обоюдную самостоятельность.

## Связь и система
Проистекающая из свойств объектов определённой системы, многообразная природа и сущность связей устанавливает и соответствующую системе степень сложности. Свойства самой системы, не обладая распределительным законом по отношению к свойствам её составляющих, нуждаются в анализе, основанном на системном подходе. Данный анализ распространяется также на синтетические (соединительные) свойства взаимодействия объектов со связями.
Связь между двумя объектами может быть двусторонней (при отсутствии закона коммутативности) и односторонней («из того, что А связано с В, не следует, что В связано с А»).

## Связь и логика
Логическая связь проходит главным образом в рассуждениях, основанных на выводе, являющимся следствием из посылки. Определение связи между высказываниями представляет собой одну из ключевых проблем логики.